# ニコラオス・ミハロリアコス
ニコラオス・ガンマ・ミハロリアコス(ギリシア語: Νικόλαος Γ. Μιχαλολιάκος、英語: Nikolaos G. Michaloliakos、1957年12月16日 - ）は、
ギリシャの極右政党の黄金の夜明けの党首である。2013年9月28日に犯罪組織に関与したとして逮捕されている。

## 生い立ち（政治的活動を除く）
ミハロリアコスは、1957年にアテネで出生した。彼の所属政党の黄金の夜明けによれば、アテネ大学の数学部で学業を修了したとしている。

## 政治との関わり
16歳の時、ギリシャの極右の作家コンスタンティノス・プレヴリスによる国粋主義者の政党「8月4日党」に所属した。また、キプロスのギリシャ系住民やギリシャ権益を守る為に結成された準軍事的右翼組織の「EOKA B」のアテネ地域支部にも参加している。彼の1回目の逮捕は1974年7月で、キプロス紛争へのトルコ軍の介入に関するイギリスのスタンスに対して、アテネのイギリス大使館の外で抗議している時であった。共産主義者によって暗殺された、ギリシャ軍事政権下で人民を拷問にかけていたと言われる政治家のエヴァンゲロス・マリオスの1976年12月の葬儀において、ジャーナリストに対して暴行したとして再び逮捕されたが、彼の逮捕は技術的問題によるものとして釈放されている。服役中、彼はギリシャ軍事政権の指導者たちと出会った。その後、彼はギリシャ陸軍に入隊し特殊部隊の隊員となった。1978年7月に彼は極右集団のメンバーとなった後、1978年7月にまた逮捕され、銃器と爆発物の不法運搬の罪で1979年1月に1年間の収監を宣告され、彼は軍からも除隊させられた。
出所後、彼は「フリシ・アヴギ （ギリシア語: Χρυσή Αυγή、 日本語で"黄金の夜明け"） 」という雑誌を創刊した。雑誌の政見は、少なくとも最初の部分はきっちりナチズムの思考体系・ 信条に沿うものである。雑誌の出版は1984年4月に軍事政権の独裁者ゲオルギオス・パパドプロスの政党EPEN（国家政治連合）に加入した時に停止し、彼はパパドプロスの個人的命令によって青年部の指導職を引き継ぐことになった。1985年1月にミハロリアコスはEPENから離れ、「大衆の国家主義のムーブメント - 黄金の夜明け」を設立した。
ミハロリアコスは2005年11月に黄金の夜明けの解散を一旦発表するまで党首であり続けた。アナーキストへの衝突事件を起こした彼ら黄金の夜明けの一派に対する反ファシズムの世論の高まりを受けて、より穏健な国家主義的運動に活動の舞台を転じる為であった。2005年から2007年にかけて、彼（と黄金の夜明けのメンバーのほとんど）が、愛国者同盟を通じて政治的活動を続けた。2007年に、黄金の夜明けはミハロリアコスのリーダーシップによって再結成された。
黄金の夜明けは1990年代から2000年代初めにかけて、世間の耳目を集めてきた政党であった。2012年のギリシャの緊迫した財政危機と様々な論争の紛糾と国際的社会からの注目としばしば非難を集める中、ギリシャ議会総選挙で黄金の夜明けはミハロリアコスの指揮によって21議席を獲得した。とりわけ論点となったのが、ナチスが第二次世界大戦中に、ユダヤ人や同性愛者やその他の一般人をガス室に閉じ込めて殺した事実の存在そのものを否定したことであった。

## 逮捕
反ファシズムで反人種差別主義者のラッパーのパヴロス・フィサス（芸名：キラP 英語: Killah P）が2013年9月17日に黄金の夜明けの支持者の男に刺されて殺された件で、ミハロリアコスは黄金の夜明けの数人のメンバーと共に犯罪組織に関与しているとして逮捕されている告発状では、殺人・強請り・100人もの移民の行方不明事件に関わっているとされる。2015年2月時点で、彼は今もなお刑務所に収監されている状態である。

## 私生活
彼は、黄金の夜明けのメンバーのエレニ。ザロウリラの夫である。彼の娘のオウラリアは、オートバイ・ラリー開催中に起きた暴行事件で逮捕された6人の中の一人である。

## 出版物
- Enemies of the Regime (Εχθροί του Καθεστώτος), 2000年
- Against All (Εναντίον Όλων), 2001年
- The Last Loyals (Οι Τελευταίοι Πιστοί), 2002年
- For a Greater Greece in a Free Europe (Για μια Μεγάλη Ελλάδα σε μια Ελεύθερη Ευρώπη), 2000年
- Pericles Giannopoulos: The Apollonian Speech (Περικλής Γιαννόπουλος: Ο Απολλώνιος Λόγος), 2006年
- The Confession of a Heathen (Η Εξομολόγηση ενός Εθνικού), 2008年再版
- From the Ashes of Berlin to Globalisation (Από τις Στάχτες του Βερολίνου στην Παγκοσμιοποίηση), 2008年
- Defending National Memory (Υπερασπίζοντας την Εθνική Μνήμη), 2009年